# بیلینه (استان اشوی‌داشکسیه)
بیلینه (به لهستانی:  Bieliny) یک روستا در لهستان است که در گمینا بیلینه واقع شده‌است. بیلینه ۱٬۹۰۰ نفر جمعیت دارد.